# Karl Heinz Potthast
Karl Heinz Potthast (* 26. August 1924 in Bielefeld; † 13. Oktober 2011 ebenda) war ein deutscher Historiker, Pädagoge und evangelischer Bildungstheoretiker.

## Leben
Karl Heinz Potthast war von 1937 bis 1941 Schüler der Friedrich-von-Bodelschwingh-Schule in Bethel.
Potthast wurde danach zur Kriegsmarine eingezogen, wo er bei den Kleinkampfverbänden diente und bis zum Oberfähnrich zur See befördert wurde. Er wurde hier zu einem "Torpedoreiter" („Negerfahrer“) ausgebildet, der bemannte Torpedos vom Typ Neger steuerte. Die eigenen Verluste bei diesen Ein-Mann-Torpedos waren hoch bei vergleichsweise geringen Versenkungserfolgen.
Beim Seekampfeinsatz vor Anzio am 20. und 21. April 1944 gelang es Potthast, mit seinem Neger in den Hafen von Anzio einzudringen und einen Küstendampfer zu beschädigen. Nachdem sein Gefährt untergegangen war, schwamm er zu den deutschen Linien zurück. Bald darauf folgte ein Kriegseinsatz an der Küste der Normandie gegen alliierte Schiffe, die an der Operation Overlord beteiligt waren. Bei einer ersten Feindfahrt am 5. Juli 1944 ging sein Neger auf Grund technischer Mängel unter, und er musste zur Küste zurückschwimmen. Am 8. Juli 1944 gegen 4.30 Uhr griff er den Kreuzer Dragon an und beschädigte ihn so schwer, dass er selbstversenkt werden musste. Dabei kamen 21 Seeleute (von 462) ums Leben. Potthasts Neger wurde jedoch mehrere Stunden darauf von einer britischen Korvette versenkt. Der blutende und Blut spuckende Potthast, der Lungenrisse erlitten hatte, wurde von den Briten mit einem Bootshaken aus dem Wasser gefischt, gesund gepflegt und sechs Wochen lang in London vom Geheimdienst verhört, wobei er die Herausgabe von Informationen über die Positionen seiner Einheit verweigerte. Die Versenkung der Dragon wurde von der deutschen Marineführung nicht dem vermissten Potthast, sondern dem Obergefreiten Walter Gerhold zugeschrieben, der aber höchstwahrscheinlich stattdessen das Minensuchboot Cato versenkt hatte und das Ritterkreuz des Eisernen Kreuzes erhielt.
Während der englischen Kriegsgefangenschaft hatte Karl Heinz Potthast Kontakte zu Hans Ehrenberg und Eugen Rosenstock-Huessy. Bis 1962 war er Lehrer an der Friedrich-von-Bodelschwingh-Schule in Bethel, an der er selbst zuvor Schüler gewesen war. Ab 1962 bis 1981 war er Direktor der 1962 neu gegründeten evangelischen Hans-Ehrenberg-Schule in Bielefeld-Sennestadt. Von 1982 bis 1989 saß er im Kirchenrat der westfälischen Landeskirche und war Schuldezernent für das evangelische Schulwesen.

## Auszeichnungen
1985 erhielt er das Bundesverdienstkreuz erster Klasse.

## Ehrenämter
- Mitglied in der Synode der Evangelischen Kirche in Deutschland
- 1972 bis 1990 Vorsitz Arbeitsgemeinschaft evangelische Schulbünde e. V.
- Jahrzehntelanger Geschäftsführender Vorsitzender Comenius-Institut
- Zweimaliger Vorsitzender der Kammer der EKD für Bildung und Erziehung.
- Langjähriger 2. Vorsitzender der Barbara-Schadeberg-Stiftung
- Mitbegründer Evangelisches Schulzentrum Leipzig
- Gründungsmitglied Lions Club Bielefeld Ravensberg

## Werke
- Das Miteinander in der Schule, Vorschläge für eine christliche Erziehung. Gütersloher Verlagshaus G. Mohn 1981, ISBN 3-579-00754-8
- mit Hans Christoph Berg, Günther Gerth (Hrsg.): Unterrichtserneuerung mit Wagenschein und Comenius. Versuche Evangelischer Schulen 1985–1989. Münster 1990, Comenius Institut, ISBN 3-924804-41-9